# Rudgea reticulata
Rudgea reticulata é uma espécie de planta do gênero Rudgea e da família Rubiaceae.

## Taxonomia
A espécie foi descrita em 1850 por George Bentham.
Os seguintes sinônimos já foram catalogados:  
- Faramea saldanhaei  Glaz.
- Rudgea microcephala  Müll.Arg.
- Rudgea symplocoides  Müll.Arg.
- Uragoga quinquecornuta  Kuntze
- Uragoga retifolia  Kuntze
- Uragoga symplocoides  (Müll.Arg.) Kuntze

## Forma de vida
É uma espécie terrícola e arbórea.

## Descrição
| Caule                     | Caule                                       |
| ------------------------- | ------------------------------------------- |
| estípula                  | inteira apendiculada                        |
| Folha                     |                                             |
| pecíolo                   | presente                                    |
| domácia                   | ausente/presente                            |
| Inflorescência            |                                             |
| pedúnculo                 | presente ramificado/presente não ramificado |
| posição                   | terminal                                    |
| tipo                      | dicásio                                     |
| Flor                      |                                             |
| cálice                    | lobado                                      |
| corola                    | infundibuliforme                            |
| cornículo da corola       | presente                                    |
| consistência da corola    | carnosa                                     |
| numero de lobos da corola | 4/5                                         |
| Fruto                     |                                             |
| consistência              | carnosa                                     |
| cor do pericarpo          | amarela laranja/vermelha                    |
| Semente                   |                                             |
| número                    | 2/1                                         |

## Conservação
A espécie faz parte da Lista Vermelha das espécies ameaçadas do estado do Espírito Santo, no sudeste do Brasil. A lista foi publicada em 13 de junho de 2005 por intermédio do decreto estadual nº 1.499-R.

## Distribuição
A espécie é encontrada nos estados brasileiros de Espírito Santo, Minas Gerais e Rio de Janeiro.
Em termos ecológicos, é encontrada no domínio fitogeográfico de Mata Atlântica, em regiões com vegetação de floresta ombrófila pluvial e restinga.